# Proštenje
Proštenje je misno slavlje vezano za Crkvu i crkvene blagdane, a može se definirati kao okupljanje puka uz crkvenu proslavu ili procesiju.
U selima je i danas ostao jedan od najvažnijih događaja u godini.
Okupljeni vjernici zadržavaju se nakon mise ispred crkve u razgovoru i zabavi.
U Slavoniji se za proštenje koristi nazivom kirvaj ili kirbaj (istočni dio, te pogotovo u Posavini), a dolazi od njemačke riječi die Kirchweih (Kirche – crkva, Weihe – posveta), religiozna proslava koja se slavi povodom dana posvete crkve (crkvenog goda) u mjestu. U Dalmaciji i općenito na Jadranu ovakva slavlja nazivaju se po talijanizmima i|romanizmima fešta, festa, fjera ili šćakavski prošćenje. Najčešći kirvaji su za: Petrovo, Ivanje, Antunovo, Rokovo, Veliku Gospu, Josipovo, Đurđevo, Markovo, Stepinčevo, Vidovo i dr.
Tog dana uz crkvu okupljaju se licitari, prodavači dječjih igračaka (nekad drvenih, a sada od plastike), vrtuljci i razni drugi prodavači.
Također se organiziraju nastupi folklornih i kulturno-umjetničkih udruga s narodnim nošnjama toga kraja, športski događaji koncertima i slično. Običaji nalažu da se na taj dan pozove rodbina i prijatelji iz okolnih mjesta na svečani ručak s raznim delicijama i kolačima.

## Poznatija proštenja
- Festa sv. Vlaha u Dubrovniku
- Sudamja u Splitu
- Rabska fjera
- Bunarićko proštenje
- Josipovo u Karlovačkom svetištu
- Stepinčevo u Krašiću
- Rokovo u Virovitici
- Antunovo u Bjelovaru[2]
- Vidovo u Rijeci

## Vanjske poveznice
|  | Zajednički poslužitelj ima još gradiva o temi Kermesses |